# Виста Сентер (Њу Џерзи)
Виста Сентер (енгл. Vista Center) насељено је место без административног статуса у америчкој савезној држави Њу Џерзи.

## Демографија
По попису из 2010. године број становника је 2.095, што је 1.554 (287,2%) становника више него 2000. године.
| Група             | 2000.       | 2010.         |
| Белци             | 474 (87,6%) | 1.855 (88,5%) |
| Афроамериканци    | 24 (4,4%)   | 69 (3,3%)     |
| Азијати           | 8 (1,5%)    | 54 (2,6%)     |
| Хиспаноамериканци | 34 (6,3%)   | 110 (5,3%)    |
| Укупно            | 541         | 2.095         |